# Fox Sports
Fox Sports är en division inom den amerikanska multinationella TV-bolaget Fox Broadcasting Company. Divisionen startades 1994 när Fox förvärvade de nordamerikanska tv-rättigheterna till NFL-konferensen National Football Conference för $1,58 miljarder (1994-1998).
Fox Sports har som uppgift att producera sportsändningar från National Football League (NFL), Major League Baseball (MLB), National Association for Stock Car Auto Racing (NASCAR), Ultimate Fighting Championship (UFC), Major League Soccer (MLS), MotoGP, fotbollsmästerskap som är sanktionerade av Fifa och Uefa, amerikansk fotboll och basket på collegenivåer och golfturneringar som är sanktionerade av United States Golf Association (USGA). Från och med sommaren 2015 har de också de globala sändningsrättigheterna till den tyska fotbollsligan Fußball-Bundesliga.
De har/hade även internationella sportkanaler i Argentina, Australien, Bolivia, Brasilien, Chile, Colombia, Dominikanska republiken, Ecuador, Filippinerna, Italien, Japan, Kanada, Malaysia, Mexiko, Nederländerna, Paraguay, Singapore, Taiwan, Thailand, Turkiet, Uruguay, Venezuela och Vietnam.